# François de Roubaix
François de Roubaix (* 3. April 1939 in Neuilly-sur-Seine; † 21. November 1975 vor Teneriffa) war ein französischer Filmkomponist. 

## Leben
Zu seinen wichtigsten Werken gehört der Soundtrack zu dem Film Le Samouraï  (1967, dt. Der eiskalte Engel) von Jean-Pierre Melville. Bereits in diesem Film experimentierte er mit elektronischen Klängen, die ihn in den 1970er Jahren zu einem stilprägenden Erneuerer der Filmmusik machten. Der Soundtrack gilt als kongeniale Umsetzung der Geschichte über einen Killer, der von seinen Auftraggebern gejagt wird. Die Musik evoziert eine Atmosphäre der Finsternis.
Auch in dem Film Die Abenteurer (1967, Regie: Robert Enrico) komponierte er die eindrucksvolle, teilweise gepfiffene Musik. Das Hauptmotiv von Dernier domicile connu (Der Kommissar und sein Lockvogel) wurde sowohl von Robbie Williams in Supreme als auch von Missy Elliott und MC Solaar in All In My Grill gesampelt. 
Auch die 60-teilige Fernsehserie Les oiseaux rares wird von de Roubaix’ Soundtrack getragen.
De Roubaix starb 1975 bei einem Tauchunfall vor den Kanaren. Er war der Sohn von Paul de Roubaix.

## Filmografie (Auswahl)
- 1965: Die großen Schnauzen (Les grandes gueules)
- 1967: Der eiskalte Engel (Le Samouraï)
- 1967: Die Abenteurer (Les Aventuriers)
- 1967: Mit teuflischen Grüßen (Diaboliquement vôtre)
- 1967: Die Blonde von Peking (La blonde de Pékin)
- 1968: Ho! Die Nummer eins bin ich (Ho!)
- 1968: Bei Bullen „singen“ Freunde nicht (Adieu l'ami)
- 1969: Der Mann im roten Rock (Mon oncle Benjamin)
- 1969: Der Zeuge (Le Témoin)
- 1969: Bäumchen, Bäumchen, wechsle dich (Quarante-huit heures d’amour)
- 1970: Alles tanzt nach meiner Pfeife (L’Homme Orchestre)
- 1970: Der Kommissar und sein Lockvogel (Dernier Domicile connu)
- 1970: Der Mann mit der Torpedohaut (La peau de torpédo)
- 1971: Blut an den Lippen (Les Lèvres rouges)
- 1972: Der Mann aus Marseille (La Scoumoune)
- 1974: …les borgnes sont Rois (Kurzfilm)
- 1975: Das alte Gewehr (Le Vieux Fusil)
- 1976: Kommissar Moulin (Commissaire Moulin, Fernsehserie, 1 Folge)